# Paraplonobia juliflorae
Paraplonobia juliflorae är en spindeldjursart som först beskrevs av James P. Tuttle och Baker 1968.  Paraplonobia juliflorae ingår i släktet Paraplonobia och familjen Tetranychidae. Inga underarter finns listade i Catalogue of Life.